# 愛撒嬌
《愛撒嬌》是大塚愛的第3張單曲。2004年3月3日由艾迴發行其之。初回版兩萬張CD附本人創作之限定特典繪本。DVD版本也同時發售。

## 收錄曲目

### CD
1. 愛撒嬌 (04:14)
第一張專輯《LOVE PUNCH》，第一張精選《愛 am BEST》收錄曲。
2. 雨色洋傘 (04:14)
3. 櫻桃（Studio Live 版） (02:50)
4. 愛撒嬌（演奏版） (04:14)
5. 雨色洋傘（演奏版） (04:15)

### DVD
1. 愛撒嬌 Music Clip